# Bulbophyllum calophyllum
Bulbophyllum calophyllum är en orkidéart som beskrevs av Louis Otho Otto Williams. Bulbophyllum calophyllum ingår i släktet Bulbophyllum och familjen orkidéer. Inga underarter finns listade i Catalogue of Life.